# Nur Ashki Jerrahi Sufi Order
Der Nur Ashki Jerrahi Sufi Order (Nur-Ashki-Jerrahi-Sufiorden) ist ein moderner Derwisch-Orden (Tariqa) innerhalb der islamischen Mystik (Sufismus). Er ist ein Zweig der Dscherrahi-Tariqa aus Istanbul (Türkei) und wurde Anfang der 1980er Jahre von dem US-amerikanischen Muslim Nur al-Jerrahi (bürgerlicher Name: Lex Hixon) ins Leben gerufen, nachdem dieser ein Schüler des damaligen Dscherrahi-Sheikhs Muzaffer Efendi geworden war.

## Geschichte
Das Zentrum des Nur Ashki Jerrahi Sufi Order befindet sich seit seiner Gründung im Jahr 1980 in der Masjid al-Farah (Al-Farah-Moschee) in New York.
Nach der Gründung des Ordens fand dieser sehr schnell viele Anhänger in den Vereinigten Staaten und Mexiko. Darüber hinaus zeigt er sich gegenüber Suchenden nach Gott jeglicher Konfessionen tolerant und veranstaltet auch Treffen mit Angehörigen anderer Glaubensgemeinschaften. So ist der Nur Ashki Jerrahi Sufi Order beispielsweise eine "Schwestergemeinschaft" des Zen Peacemaker Order.
Nach dem Tod von Nur al-Jerrahi im Jahr 1995 wurde der Orden von Sheikha Fatima Fariha al-Jerrahi (New York) und Sheikha Amina Teslima al-Jerrahi (Mexiko-Stadt) weitergeführt.
In New York befindet sich der von Mitgliedern des Ordens geleitete Buchladen namens Sufi Books, in dem neben den Veröffentlichungen des eigenen Verlages Pir Press eine große Auswahl an Büchern über den Sufismus und die Mystik in den Religionen allgemein zu finden ist.
Die Ärztin Anja Engelsing, Habiba Rose al-Jerrahi, verkörpert die Nur-Ashki-Jerrahis in Europa und im arabischsprachigen Raum.

## Standorte
- New York City
- Mexiko-Stadt
- Albuquerque (New Mexico)
- Atlanta (Georgia)
- Boulder (Colorado)
- Chicago (Illinois)
- Crestone (Colorado)
- Cuernavaca (Mexiko)
- Honolulu (Hawaii)
- Illawarra (Australien)
- Kansas City (Missouri)
- Lansing (Michigan)
- Liverpool (Großbritannien)
- Las Vegas (Nevada)
- Nashville (Tennessee)
- Oakland (Kalifornien)
- Oaxaca (Mexiko)
- Orange County (Kalifornien)
- Portland (Oregon)
- Washington D.C.